# Strasbourg – Saint-Denis
Strasbourg – Saint-Denis – stacja 4., 8. i 9. linii metra  w Paryżu. Znajduje się na pograniczu 2. 3. i 10. dzielnicy Paryża.  Na linii 4 stacja została otwarta 5 maja 1908, na linii 8 – 5 maja 1931, a na linii 9 – 10 grudnia 1933.